# Douar El Ma
Douar El Ma est une commune de la wilaya d'El Oued en Algérie.

## Géographie

### Situation
Le territoire de la commune de Douar El Ma est situé à l'est, au sud-est et au sud de la wilaya.
| Trifaoui, Bayadha, Nakhla    | Taleb Larbi                  | ? (Tunisie) |
| Robbah, El Ogla              | Douar El Ma                  | ? (Tunisie) |
| Benaceur (wilaya de Ouargla) | El Borma (wilaya de Ouargla) | ? (Tunisie) |

### Localités de la commune
La commune de Douar El Ma est composée de quatre localités :Bir Djedid, Bir Romane, Douar El Ma, Mih Naceur.